# За Калварійо
За Калварійо (словен. Za Kalvarijo) — поселення в общині Марибор, Подравський регіон‎, Словенія.